# Upplands runinskrifter 756
Upplands runinskrifter 756 är en vikingatida runristning på ett stenblock av rödgrå grovkornig granit i Ullstämma, Litslena socken och Enköpings kommun. Runristningen är 2,5 gånger 2,5 meter. Inskriften är ristad och signerad av Balle.

## Inskriften
Translitterering av runraden:
þolfr · auk · fastulfr · auk · erlaifr · þair · litu · hakua ' stain · at ' rok · faþur · sin · bali · risti · stn ·
Normalisering till runsvenska:
Þolfʀ ok Fastulfʀ ok Ærnlæifʀ þæiʀ letu haggva stæin at Hrok, faður sinn. Balli risti stæin.
Översättning till nusvenska:
Torulv och Fastulv och Ärnlev de läto hugga stenen efter Rok, sin fader. Balle ristade stenen.